# Fatou Diome
Fatou Diome (Niodior, Senegal, 1968) es una escritora senegalesa cuyas obras están escritas en francés.
Tras la publicación de su colección de novelas cortas, La Préférence nationale (2001), su novela Le ventre de l'Atlantique (2003) adquirió un gran reconocimiento internacional. Su obra se centra, principalmente, en los temas de la inmigración en Francia y las relaciones entre Francia y el continente africano.

## Biografía

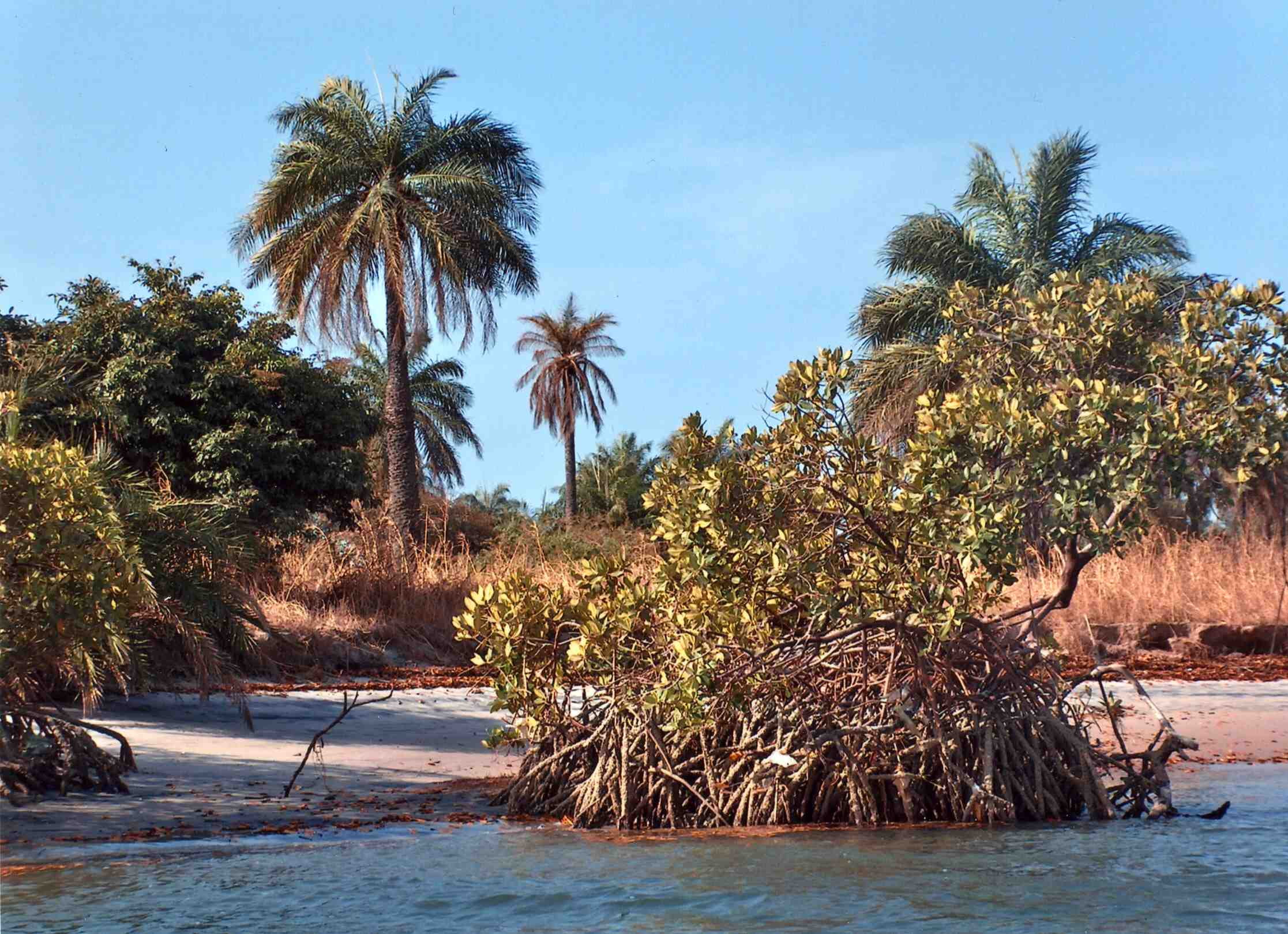
Niodior, isla natal

Fatou Diome nació en 1968 en la pequeña isla de Niodior (ubicada en el delta del Río Salum, en el pueblo Serer, al suroeste de Senegal). Hija natural -dado que sus padres no estaban casados- fue criada por su abuela, Animata. Su apellido proviene de la región Sine-Salum, donde los Diome pertenecen al pueblo Niominka (un grupo étnico de Senegal).
Al contrario de lo que exigen las tradiciones de su tierra natal, Fatou se codeaba con los hombres en lugar de ayudar a las mujeres a preparar comidas y hacer las tareas domésticas. Dado que no estaba en sintonía con el microcosmos de la isla, Fatou decidió ir a la escuela y aprender francés. Dado que a su abuela le llevó un tiempo aceptar que su nieta fuera educada, la joven Fatou tuvo que asistir a la escuela a escondidas. Fue su profesor quien convenció a su abuela de que la dejara continuar con sus estudios.
A la edad de 13 años, Fatou comenzó a apasionarse por la literatura francófona y comenzó a escribir. Con 14 años, abandonó su aldea para continuar sus estudios en otras ciudades de Senegal, financiando esta vida nómada con trabajos ocasionales. Tras esto, fue a la escuela secundaria de M'Bour, trabajó como sirvienta en Gambia y comenzó sus estudios universitarios en Dakar. En ese momento, soñaba con la idea de convertirse en profesora de francés en Senegal.
A sus 22 años, se enamoró de un francés, se casó y decidió seguirlo hasta Estrasburgo (Francia) en 1994. Fatou fue rechazada por la familia de su esposo y se divorció dos años más tarde, quedándose en una situación dificultosa como inmigrante en el territorio francés. Para poder subsistir y financiar sus estudios se vio obligada a convertirse en sirvienta durante seis años. Finalmente, Fatou ejerció como conferenciante tras aprobar su DEA y comenzó una tesis sobre "Les voyages, les échanges et la formation dans l'œuvre littéraire et cinématographique de Sembène Ousmane".

## Carrera
Tras sus estudios en letras y filosofía en la Universidad de Estrasburgo, Fatou ejerció como profesora en la misma. Tras esto, enseñó en la Universidad Marc-Bloch de Estrasburgo y en el Instituto superior de pedagogía de Karlsruhe, Alemania. En 2017, Fatou recibió el título de doctorado honoris causa por parte de la Universidad de Lieja.
Fatou también se consagró a la escritura y en 2001 publicó La Préférence nationale, una colección de novelas cortas, publicada por la revista Présence africaine. Su primera novela Le Ventre de l'Atlantique apareció en 2003 en la editorial Anne Carrière. Posteriormente, publicó Kétala (2006), Inassouvies, nos vies (2008), Celles qui attendent (2010) e Impossible de grandir (2013).
En 2019, ganó el Premio literario de Rotary Clubs en lengua francesa por su novela Les veilleurs de Sangomar.

## Su obra
Francia y África, y la relación entre ambas, constituyen el marco de sus obras de ficción. Su estilo se inspira en el arte tradicional de la narración, tal y como se practica aún en África. Con sus descripciones precisas y auténticas, un humor travieso y un lenguaje mordaz, pero matizado, que la caracterizan, traza un inquietante retrato de las dificultades de los inmigrantes africanos en Francia entremezcladas con recuerdos nostálgicos de su Senegal natal.
En 2004 Fatou Diome presentó en el Forum International Cinéma & Littératures en Montecarlo su novela «Le ventre de l'atlantique».

## Ideología política
Fatou Diome se rebela contra los intolerantes, defiende el papel de la escuela y los valores republicanos.
Ante el auge del populismo, Fatou es invitada regularmente a compartir su punto de vista sobre temas políticos y sociales en los medios de comunicación televisivos y en la prensa. Ella toma una posición fuerte en contra el auge del populismo con el partido político Frente Nacional en Francia. Como escritora, ella desea, a través de sus libros, recordar los valores republicanos y humanos puesto que ella considera que «ya no debemos permanecer en silencio ante los obsesionados de la identidad nacional.»
También lleva a cabo un discurso que exige una cooperación más igualitaria entre Europa y África. Fatou considera que, por el momento, Europa está moviendo los hilos de una cooperación desigual y que África no tiene control alguno sobre sus bienes. También cree que el complejo colonial persiste tanto para los africanos como para los europeos, lo que impide que esta cooperación sea más igualitaria.
Defiende la idea de que cada uno, sin importar su origen, debería sentirse como un ser humano ante otro humano. En este sentido, sin hacer recaer la responsabilidad más en un continente que en otro, ella defiende la necesidad de que los africanos se liberen de su condición de víctimas y que los europeos salgan de su posición de dominantes para así ponerle fin a la división explotador/explotado, donante/asistido.
Finalmente, ella especifica que ayudar a una persona es hacer que esta ya no precise tu ayuda, haciéndose eco de la ayuda al desarrollo puesta en marcha por los países occidentales en África, en particular.

## Obras
- 2001 : La Préférence nationale, colección de novelas cortas, editorial Présence Africaine.
- 2002 : Les Loups de l’Atlantique, novelas cortas, en la colección : Étonnants Voyageurs. Nouvelles Voix d’Afrique.
- 2003 : Le Ventre de l'Atlantique, novela, editorial Anne Carrière, editorial Le Livre de poche 30239
- 2006 : Kétala, novela, editorial Flammarion.
- 2008 : Inassouvies, nos vies, novela, editorial Flammarion.
- 2010 : Le Vieil Homme sur la barque, relato (ilustraciones de Titouan Lamazou), Naïve.
- 2010 : Celles qui attendent, novela , editorial Flammarion
- 2010 : Mauve, relato, editorial Flammarion
- 2013 : Impossible de grandir, novela, editorial Flammarion.
- 2017 : Marianne porte plainte !, ensayo, editorial Flammarion.
- 2019 : Les Veilleurs de Sangomar, Albin Michel.

### En inglés
- http://aflit.arts.uwa.edu.au/DiomeFatouEng.html
- Jean-Marie Volet: NOT TO BE MISSED, "Le ventre de l'Atlantique", a novel by Fatou DIOME, September 2009, The University of Western Australia/School of Humanities

### En francés
- Präsentation von Le Ventre de L'Atlantique

- Datos: Q295004
- Multimedia: Fatou Diome / Q295004